# Antiša Vučičić
Antiša Vučičić (Solin, 12. lipnja 1912. — kod Aržana, 23. listopada 1942.), hrvatski pripadnik pokreta otpora u Drugome svjetskom ratu i komunist

## Životopis
Rodio se je u Solinu. Radio je od najranije mladosti kao fizički radnik u Vranjicu u tvornici Salonitu.
Tako je kao mlada osoba suočio se problemom izrabljivanja. Zbog toga se u mlađoj dobi priključio radničkom pokretu. Bio je na sudionik svih štrajkova i demonstracija u solinskom industrijskom bazenu. Od 1940. godine je u KPJ.
Kad je travnja 1941. Osovina napala Jugoslaviju, uključio se u pribavljanje oružja i uvježbavanje mladeži u rukovanju oružjem. Organizirao je "udarne grupe" i vodio je diverzije protiv okupatora. 26. travnja 1941. godine osnovana je Vojna komisija Solina, čijim je Vučičić bio članom. Kolovoza 1941. suosnivač je Solinskog partizanskog odreda u čijem je bio sastavu. Nakon što su osovinske snage razbile Odred, vratio se je u rodno mjesto djelovati kao ilegalac. Vodio je razne sabotaže i diverzije. 3. listopada 1942. godine osnovana je u hrvatskom selu Uništima na Dinari Druga dalmatinska brigada NOVH. Na mjesto komesara 3. bataljona postavljen je Vučičić. Poginuo je u borbama kod Aržana 23. listopada još istog mjeseca.
Za narodnog heroja proglašen je 5. svibnja 1951. godine. Tvornica salonita u Vranjicu ponijela je njegovo ime.